# Церковь Святой Маргариты (Монумент, Лондон)
Церковь Святой Маргариты у Монумента (Сент-Маргарет-Паттенс; англ. St Margaret Pattens) — бывшая англиканская приходская церковь на улице Истчеп (Сити) города Лондона (Великобритания); была основана в XI века; нынешнее здание было построено после Великого пожара, к 1687 году по проекту Кристофера Рена. С 1950 года входит в список памятников архитектуры; не имеет собственного прихода — является церковью гильдии.

## История и описание
Церковь Святой Маргариты на улице Истчеп была основана в XI веке: самое раннее сохранившееся упоминание о, вероятно, деревянном храме на этом месте датируется 1067 годом. Традиционно считается, что название церкви «паттенс» происходит от галош на деревянной подошве — церковь долгое время была связана с компанией (купеческой гильдией) «The Worshipful Company of Pattenmakers», изготовлявшей подобную обувь. Позднее храм, посвящённый Марине Антиохийской, был перестроен из камня, но пришел в упадок в конце Средних веков — он был снесен в 1530 году. Церковь была восстановлена в 1538 году. Затем, во время Великого лондонского пожара, в 1666 году она полностью сгорела.
Нынешняя церковь Святой Маргариты была построена по проекту архитектора Кристофера Рена в период с 1684 по 1687 год. Внешний вид церкви примечателен своим 200-футовым шпилем — третьим по высоте шпилем за авторством Рена и единственным, который он спроектировал в средневековом стиле. Церковь стала одной из немногих городских церквей, которые избежали значительных повреждений во время Второй мировой войны — в ходе бомбовых ударов периода «Блица» 1940 года. После войны, 4 января 1950 года, церковное здание было внесено в список памятников архитектуры первой степени (Grade I).
В 1954 году церковь перестала быть приходской: она стала одной из церквей городских гильдий, принадлежащих лорду-канцлеру и находящихся под юрисдикцией епископа Лондона. В подобных храмах в обычный будний день — а не воскресенье — собираются люди, работающие в соседних офисах. В церковной башне-колокольне Святой Маргариты находится офис архидиакона Хакни (Archdeacon of Hackney). В храме сохранились единственные в Лондоне церковные скамьи, датируемые XVII веком и предназначавшиеся для церковных старост.